# 佐賀県立鳥栖商業高等学校
佐賀県立鳥栖商業高等学校（さがけんりつ とすしょうぎょうこうとうがっこう）は、佐賀県鳥栖市平田町に所在する公立の商業高等学校。通称は鳥栖商（とすしょう）。

## 設置学科
- 商業科（1学年あたり120名）
  - ビジネスコース
  - 会計コース
- 流通経済科（1学年あたり40名）
- 情報管理科（1学年あたり40名）

## 沿革
- 1971年 - 佐賀県立鳥栖高等学校の商業科が分離独立。平田町に佐賀県立鳥栖商業高等学校設置。
- 1989年 - 流通経済科を設置
- 1994年 - 情報管理科を設置

## 学校周辺の環境
- 最寄駅のJR長崎本線肥前麓駅が学校から徒歩5分のところにあるため、電車通学者も多い。近隣に新鳥栖駅もある。
- 朝日山や九千部山が近くにあり自然豊かなところに所在している

## 部活動

### 野球部
- 1993年 - 第75回全国高等学校野球選手権大会出場
  - 一回戦から登場し、常総学院に1-11で敗れる。
- 2003年 - 第85回全国高等学校野球選手権大会出場
  - 二回戦から登場し、愛知県代表の愛工大名電を2-1で破る。「5回にノーアウト満塁を1失点で切り抜けたことから勢いに乗れた」と堀江監督は話している。三回戦でも富山県代表の富山商を6－3で破り、佐賀県勢では1994年に全国制覇した佐賀商以来のベスト8進出を果たした。次の準々決勝では茨城県代表の常総学院と戦い、先取点を取るも1-5で敗れてしまった。常総学院に10年越しのリベンジを果たすことは出来ずに甲子園を去った。そしてこの年の秋に行われた国体にも出場している。
- 2005年 - 佐賀県大会準優勝。
- 2008年 - 122回九州地区大会にノーシードからの出場するも初戦で長崎西陵高校に敗れる。

### ボクシング部
- 2001年 - 創部
- 2004年 - 女子部員受け入れ
- 2004年 - 全国高等学校総合体育大会個人の部準優勝
- 2007年 - 佐賀県総体6連覇

### 女子バレーボール部
- 2019年 - 全国高校総体出場
- 2020年 - 春の高校バレー出場

## 出身著名人
- 松雪泰子 - 女優
- 古川隆志 - 元プロサッカー選手（サガン鳥栖）
- 藤満霞 - プロボクサー
- 杉昇 - お笑い芸人（くらげ）
- 深谷理紗 - 元アイドル（QunQun1期生）・モデル
- 守田創 - プロサッカー選手（グルージャ盛岡）